# 俄羅斯山脈 (南極洲)
72°10′S 18°0′E / 72.167°S 18.000°E
俄羅斯山脈（英語：Russkiye Mountains）是南極洲的山脈，位於東部南極洲的毛德皇后地，處於赫爾山脈和南龍達訥山脈之間，現時受南極條約體系管理。